# 13405 Dorisbillings
13405 Dorisbillings eller 1999 ST1 är en asteroid i huvudbältet som upptäcktes den 21 september 1999 av den kanadensiske amatörastronomen Gary W. Billings vid Calgary-observatoriet. Den är uppkallad efter upptäckarens mor, Doris Billings.